# Capra di Natale

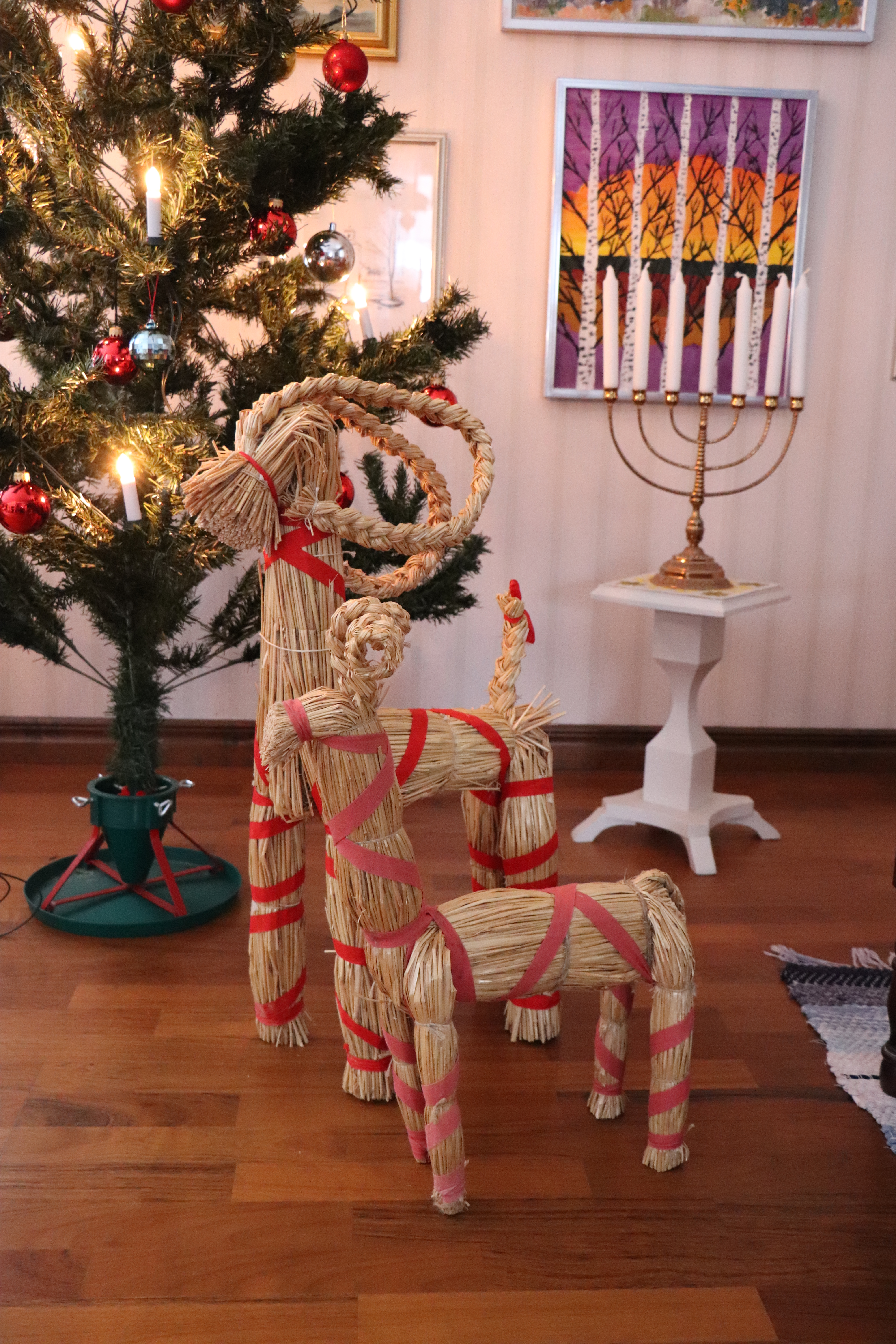
Decorazione raffigurante la capra di Natale (julbock) in Svezia

La capra di Natale o il caprone di Natale (in svedese: julbock; in norvegese: julebukk; in finlandese: joulupukki o olkipukki) è una figura del folclore natalizio scandinavo: un tempo portatore di doni e rappresentata nei travestimenti delle persone, è diventata in seguito una diffusa decorazione (solitamente in paglia) del periodo.

## Origini e storia

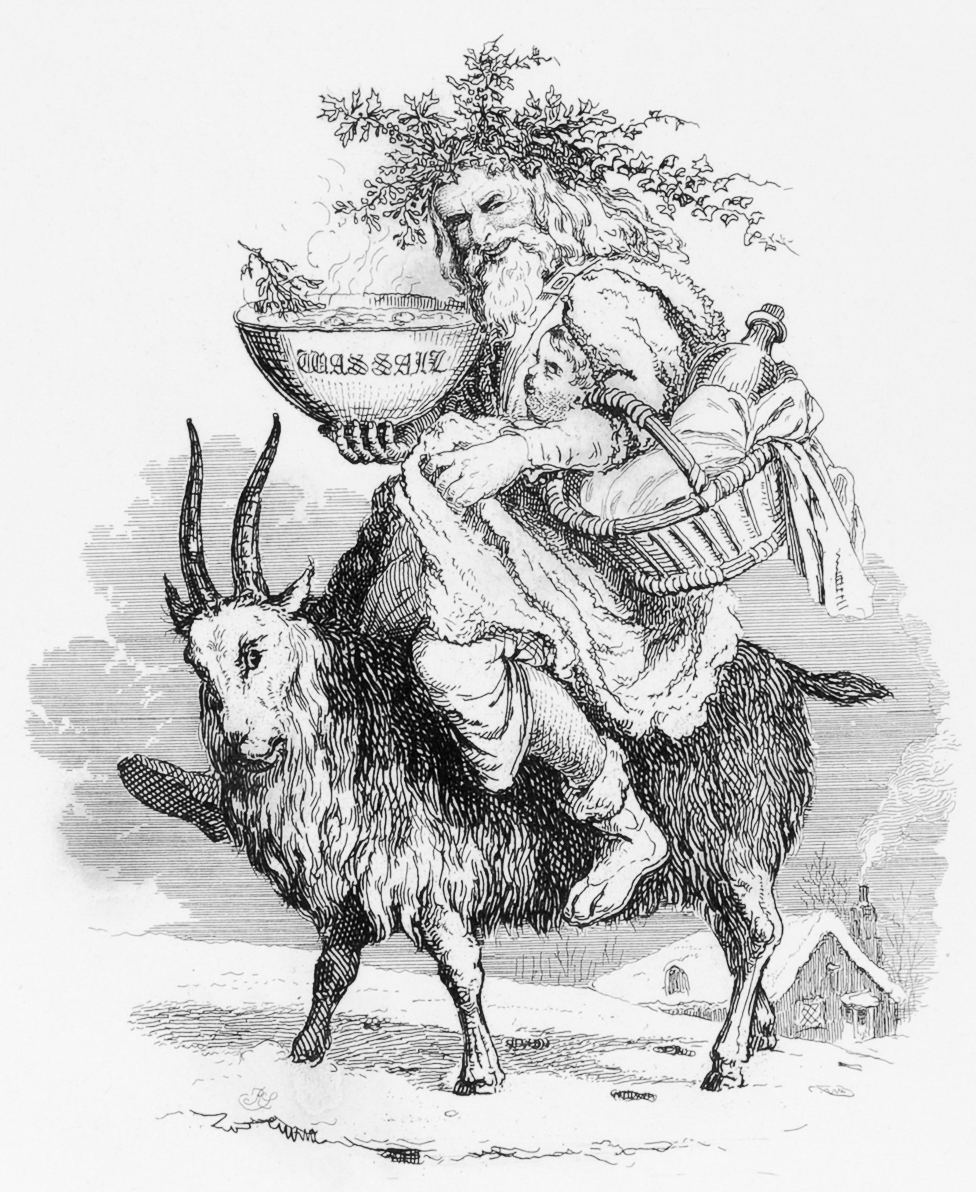
Father Christmas a cavallo di una capra in un'illustrazione di Robert Seymour del 1836

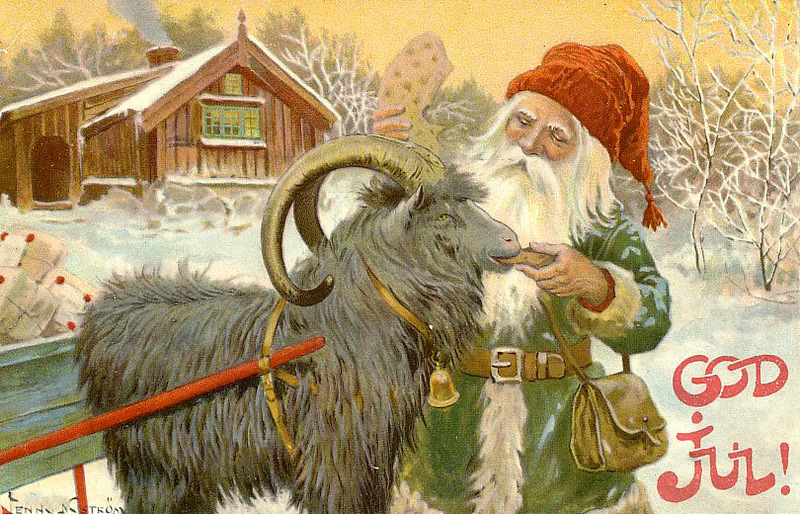
La capra di Natale in una cartolina natalizia degli anni quaranta del XX secolo illustrata da Jenny Nyström

La capra era considerata un simbolo di fertilità della terra e un portafortuna.
Nella mitologia nordica, questa figura si ritrova nelle due capre di nome Tanngnjóstr e Tanngrisnir, che trainavano il carro del dio Thor. Anche altre divinità erano associate alla figura della capra.
Anticamente era anche usanza macellare una capra per Natale. La presenza della paglia nella tradizione si rifà invece al covone lasciato per Capodanno dagli antichi Romani e, in senso cristiano, si ritrova nella paglia che fa da culla a Gesù.
Nelle antiche saghe scandinave, la capra di Natale era menzionata come una figura demoniaca, che d'estate si nascondeva nelle montagne e che, durante l'Avvento, si aggirava nei villaggi, fino ad introdursi nelle abitazioni il giorno della Vigilia. Tra le leggende che vengono tramandate, vi è quella di una ragazza che aveva accanto una capra di Natale in paglia, che assunse ben presto le sembianze del diavolo.
Nel 1731,  venne emanato in Svezia un decreto che proibiva alcune tradizioni natalizie, tra cui quella delle raffigurazioni dello julbock.
A partire dal XIX secolo, si diffuse in Scandinavia la tradizione che prevedeva che i bambini girassero di casa in casa interpretando canti natalizi, accompagnati da una persona vestita di paglia e raffigurante un caprone. Una delle più antiche attestazioni di questa tradizione risale al 1870.
L'usanza di girare travestiti da capra fu introdotta dagli emigranti norvegesi negli Stati Uniti, segnatamente nel Midwest.
Un'altra antica usanza era quella di nascondere per gioco una figura in paglia o in rami di abete raffigurante una capra nel giardino del vicino.
La tradizione del caprone di Natale come portatore di doni è stata soppiantata dalla figura del moderno Babbo Natale/Santa Claus: tuttavia, è ricordata, per associazione di idee, nel nome con cui questa figura viene chiamata in finlandese, ovvero joulupukki.

## Tradizioni moderne

### La capra di Natale di Gävle

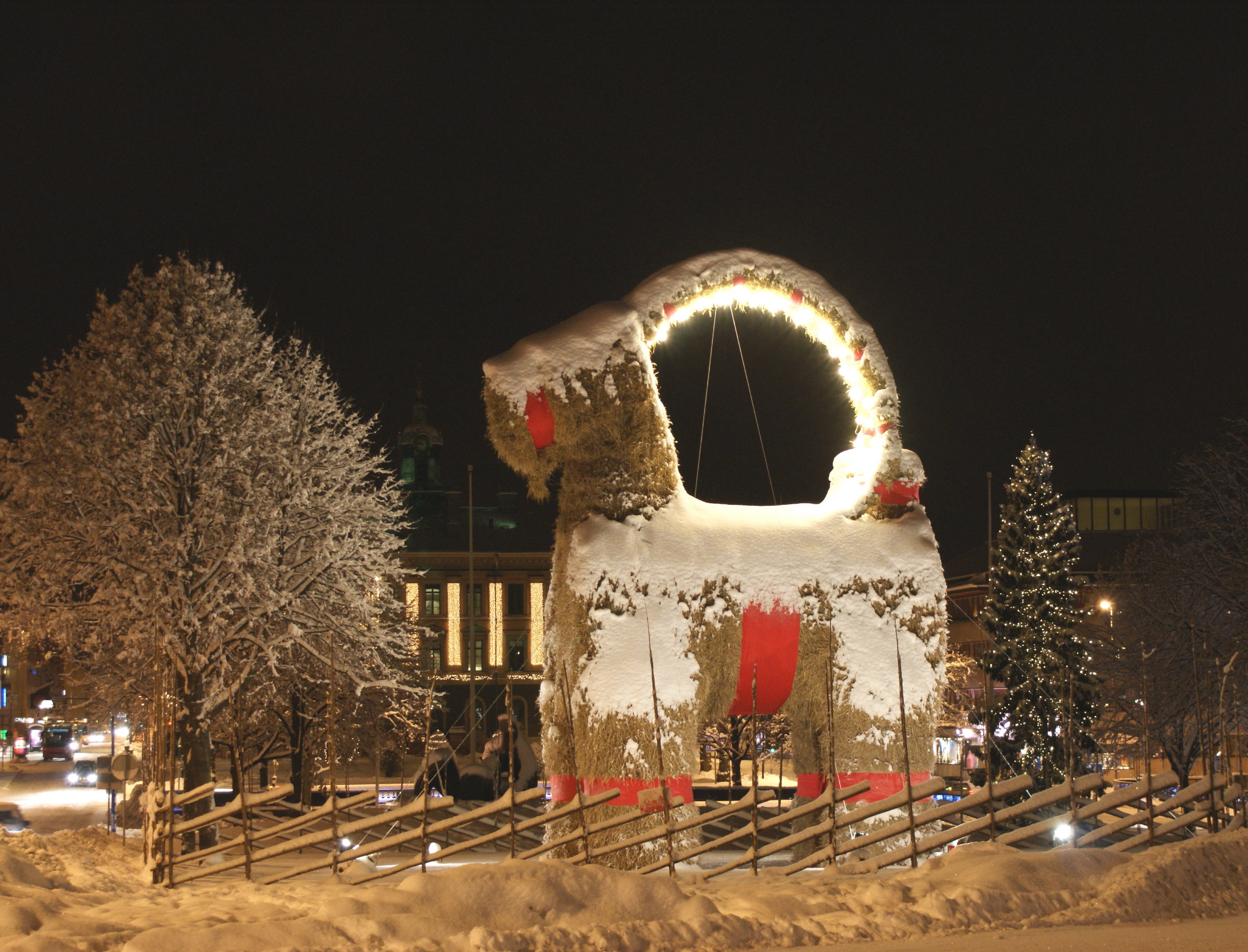
La capra di Natale di Gävle

A Gävle, in Svezia, viene realizzata dal 1966 una capra in paglia dell'altezza di circa 13 metri e del peso di 3,5 tonnellate, che, dopo qualche giorno, viene data alle fiamme.

## La tradizione nella cultura di massa
- Alla tradizione è dedicata una fiaba dello scrittore Zacharias Topelius intitolata Julbocken.[2]
- La tradizione è il soggetto del canto natalizio svedese, scritto nel 1913 da Alice Tegnér Julbocken, originariamente pubblicato come poesia dal titolo En jul när mor var liten.[2][8][11]